# Дакия (провинция)
Дакия Траяна (на латински: Dacia Traiana) е римска имперска провинция в европейска Скития – обширна територия на Балканския полуостров, предимно в дн. Румъния. Провинция Дакия Траяна има за западна граница река Тиса, на север – Карпатските планини, на юг – река Дунав и на изток – река Днестър.
Завладяна е напълно през 107 г. след продължителните Дакийски войни на император Траян. Централната власт стимулирала икономиката и развитието на градския живот. Построени са пътища и укрепителни съоръжения; рудобивът е имперски монопол и насърчава растежът на селищата в западна Дакия, като някои от тях получават общински права през трети век. Ампелум, центърът на добива на злато в Дакия привлича квалифицирани миньори от Далмация.

## Предримски период
Дакийците, обитаващи провинцията спадат към групата на тракийските народи, които Херодот през 444 г. пр.н.е. нарича общо скити и гети. Между 326 и 293 г. пр.н.е. гетите от територията на днешна Молдавия създават собствено държавно образувание северно от Дунава. Според Страбон завоевателите-гети възприели езика и културата на населението, което заварили, като върховен жрец, а после почитан и като бог бил Гебелей. Дакийските гети са земеделци и скотовъди, но разработването на златните и сребърни находища в Трансилвания води до оживена търговия със съседните народи. В началото на II век пр.н.е. вожд на гетите е Орол, а през 109 и 74 г. пр.н.е. гетите имат първи стълкновения с бастарните и римляните. При Буребиста, съвременник на Гай Юлий Цезар, държавата укрепва и се разширява, а армията достига до 200 хил. воини. Тази активност прави впечатление в Римската империя и Цезар подготвя експедиция, но смъртта му попречва да я осъществи. Буревиста също е убит и държавата му се разпада на няколко части под управлението на Скорил, Котис и други племенни велможи. Според документите Октавиан Август възнамерявал да се ожени за Юлия, дъщеря на Котис, а самия Котис се сгодява за 5-годишната дъщеря на Октавиан Август. На 1 март 29 г. пр.н.е. Хораций пише ода за цар Котис („occidi Daci Cotisonis agmen“). Тези данни навеждат на заключението, че дакийските княжества са контролирани с дипломатически средства от Рим. Въпреки че гетите приемат политическото върховенство на Октавиан Август, те често преминават замръзналия Дунав за да плячкосват в Мизия.

## Римски период
От 85 до 89 г. при управлението на Драч и Диурпанеус гетите отново предприемат агресивна политика и водят две успешни войни с Рим. При Домициан римляните постигат ответен военен успех, но не успяват да завоюват Дакия и са принудени да сключат стратегически мир поради загубата в битка с маркоманите. Децебал, вожд на гетите, през 80/87 – 107 г. връща на римляните взетото в плячка оръжие и част от пленниците и получава признание на суверенитета си и ежегоден данък от Домициан.
За да приключи с това позорно положение император Траян повежда война и през 107 г. завладява държавата на гетите, а Децебал се самоубива. През 113 г. е издигнат на Траяновия форум в Рим с триумфалната Траянова колона за ознаменуване победата му над дакийските гети. Според някои историци някои от гетите поддържали римляните и поражението на гетската държава отчасти се дължи и на недоволството им от гнета на Децебал. След 107 г. много от победените гетски родове се изтеглят отвъд Трансилванското плато и към северното Причерноморие. Те са запомнени като Свободни даки, като в гръцките източници са наричани и гранични даки (на гръцки: Dakoi prosoroi). Съюзени с карпите, а по-късно и с готите даките продължават нападенията над новосформираната провинция. Икономическият потенциал на района е експлоатиран активно и от римските колонисти, като в провинциалната столица Улпия Траяна (дн. Върхели) е настанен екстензивен финасово-административен апарат, начело с мандатен прокуратор. Ресурсите и плодородието на провинцията ѝ печелят прозвището Дакия Щастлива (на латински: Dacia Felix). Въпреки това тя си остава размирна погранична провинция, в която е постоянно настанен V Македонски легион.
През 117 г. Римската империя достига максималната си експанзия в началото на управлението на император Адриан. Контролът над екстензивните римски граници е скъп и сложен и това принуждава Адриан да се изтегли от югоизточната част на извивката на Дунав. През 129 г. той разделя Траянова Дакия на Горна, включваща Трансилвания и Долна, съставлявана от територията на по късна Влахия. Марк Аврелий от своя страна прекроява стара Дакия в три нови части, но с обща столица в Сармизегетуса – Дакия Поролисенсис, Дакия Апуленсис и Дакия Малвенсис.
| „              | ...при император Галиен Дакия била загубена за империята... | “ |
| Руфинус Фестус |                                                             |   |

През 256 г., по време на управлението на император Галиен гетите, преминават отново Карпатите и изтласкват римляните от почти цялата провинция Дакия с изключение на няколко укрепления между реките Темеш и Дунав. През 272 г. римският император Аврелиан нарежда окончателното изоставяне на провинцията и изтеглянето на легионите южно от Дунавския лимес в новообразуваната провинция Дакия Аврелиана.
При последващото деление на провинциите Улпия Сердика става столица на Вътрешна Дакия, а Рациария – на Крайбрежна Дакия. По-късно от Вътрешна Дакия се отделя провинция Дардания. При император Константин I Велики части от Дакия северно от Дунава са завладявани обратно от Рим на два пъти, но след това бързо са губени.